# Darmorejo
Darmorejo is een bestuurslaag in het regentschap Madiun van de provincie Oost-Java, Indonesië. Darmorejo telt 3304 inwoners (volkstelling 2010).